# Ruimtevaarttijdperk

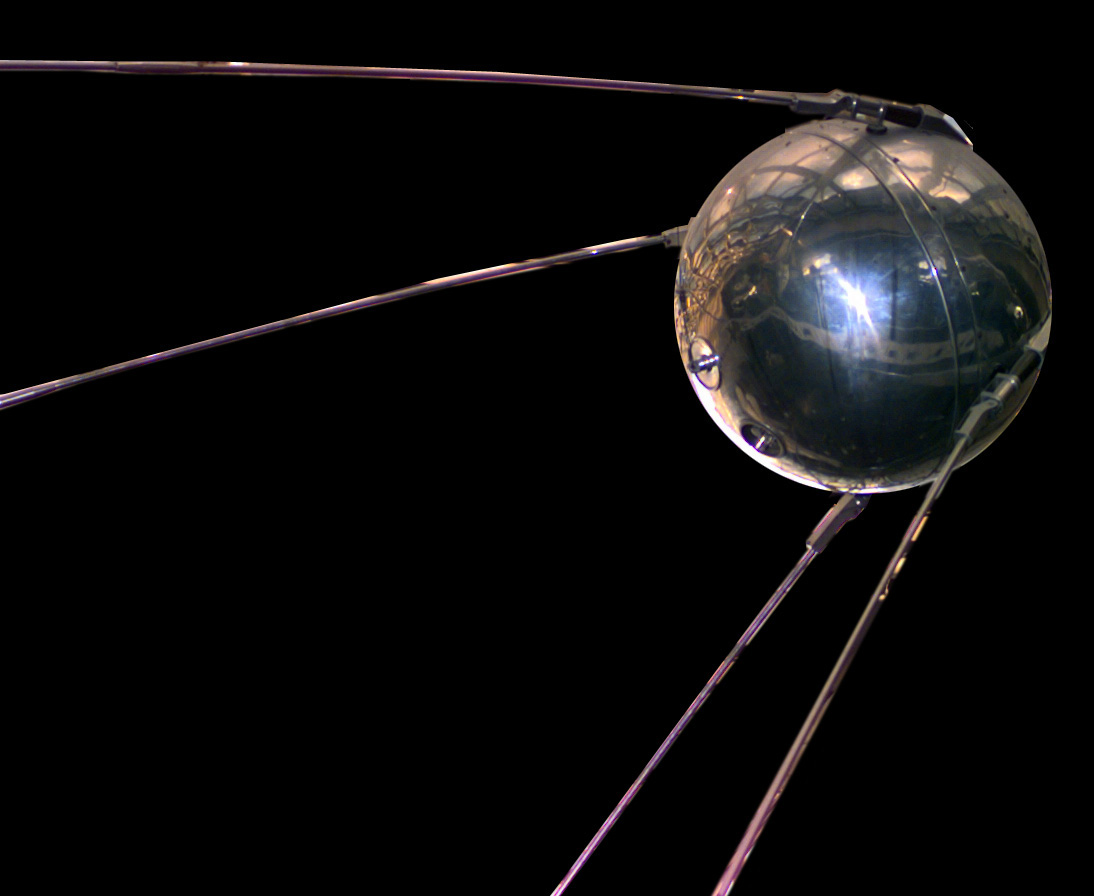
Spoetnik 1

Het ruimtevaarttijdperk (ook bekend als de Space Age) is een periode die activiteiten omvat met betrekking tot de ruimterace (Space Race), ruimte-exploratie, ruimtetechnologie en de beïnvloeding op de industriële vormgeving ("design") van de jaren 60 en later, met name tijdens de Koude Oorlog.

## Geschiedenis
Het ruimtevaarttijdperk begon met de ontwikkeling van verschillende technologieën die culmineerde op 4 oktober 1957, met de lancering van de Spoetnik 1 van de Sovjet-Unie. Dit was 's werelds eerste kunstmatige satelliet, met een gewicht van 83 kg, die in 98,1 minuten om de aarde draaide. De lancering van de Spoetnik 1 luidde een nieuw tijdperk van de politieke, wetenschappelijke en technologische prestaties.
Het tijdperk werd gekenmerkt door een snelle ontwikkeling van nieuwe technologie in een wedloop voornamelijk tussen de VS en de Sovjet-Unie. Snelle ontwikkelingen waren op de volgende terreinen in raketten, materiaalkunde, computers en vele andere gebieden. Een groot deel van de technologie die oorspronkelijk is ontwikkeld voor toepassingen in de ruimtevaart veroorzaakte een spin-off. Veel technologie vond andere toepassingen in het dagelijkse leven.
De ruimtevaart drong in veel geledingen van de maatschappij door. Zo beïnvloedde de ruimtevaart films, muziek en mode, onder andere in de designstroming space age (die veelal werd gekenmerkt door gebruik van de kleuren wit en zilver, weerkaatsende oppervlakken en coconachtige en futuristische vormen). Vooral in Amerika werd niet in de laatste plaats de architectuur beïnvloed, gebouwen die bijvoorbeeld op een vliegende schotel lijken, zoals het Evoluon in Eindhoven (de zogenaamde Googie-stijl). Ook de culturele ontwikkelingen werden beïnvloed door deze gebeurtenissen.
Het ruimtevaarttijdperk bereikte zijn hoogtepunt met het Apolloprogramma, dat tot de verbeelding sprak van een groot deel van de wereldbevolking. De landing van de Apollo 11 werd bekeken door meer dan 500 miljoen mensen over de hele wereld en wordt algemeen erkend als een van de bepalende momenten van de 20e eeuw. Sindsdien is de publieke aandacht grotendeels weer verplaatst naar andere gebieden. De publieke opinie van vooral de gevaren en de kosten van de verkenning van de ruimte werden in de VS sterk beïnvloed door de ramp met de Challenger. Na 1986 vervaagde de publieke belangstelling voor de ruimtevaart toen de ruimterace ten einde kwam als gevolg van de ontbinding van de Sovjet-Unie.
In de jaren 90 nam de financiering voor de ruimte gerelateerde programma's sterk toe. Naarmate de resterende structuur van de Sovjet-Unie uiteenviel, had de NASA in die tijd niet langer veel directe concurrentie.
Sindsdien heeft de deelname aan ruimtevaartprogramma's zich uitgebreid tot andere landen en zijn meer commerciële belangen een rol gaan spelen. Sinds de jaren 90 wordt de huidige periode steeds vaker aangeduid als het informatietijdperk in plaats van het ruimtevaarttijdperk, omdat de ruimte-exploratie en ruimtegerelateerde technologieën gemeengoed zijn geworden en de informatica een steeds grotere stempel op de maatschappij heeft gedrukt.
Verschillende landen zich bezig met ruimtevaart, variërend van daaraan gerelateerde technologische activiteiten tot volwaardige ruimtevaartprogramma's met lanceerinrichtingen. Er wordt gebruikgemaakt van duizenden wetenschappelijke en commerciële satellieten die zich in een baan om de aarde bevinden. Het Internationaal ruimtestation ISS is permanent bemand. De Verenigde Staten, Rusland, China, India, Japan en de Europese Unie hebben actieve ruimtevaartprogramma's.